# 哲憫皇貴妃
哲憫皇貴妃（てつびんこうきひ、? - 雍正13年7月3日（1735年8月20日））は、清の乾隆帝の即位前の側室。姓はフチャ（富察）氏（Fuca hala）。佐領の翁果図の娘。

## 生涯
はじめ、皇四子の弘暦（後の宝親王、乾隆帝）の府邸に入り、格格（側女）となった。雍正6年（1728年）、宝親王の長男の永璜（後の定安親王）を産んだ。また女子を1人産んだが、夭折した。
雍正13年7月3日（1735年8月20日）、死去した。乾隆帝の即位後、「哲妃」の諡を贈られた。乾隆10年（1745年）、皇貴妃を再追贈され、「哲憫」と加諡され、裕陵に附葬された。

## 子女
- 永璜（定安親王）
- 皇次女（1731年生没）

## 伝記資料
- 『清史稿』
- 『大清会典』